# Saulnay

Saulnay este o comună în departamentul Indre, Franța. În 1 ianuarie 2022 avea o populație de 164 de locuitori.